# Schevenhütte
Schevenhütte ist seit 1972 östlichster Ortsteil von Stolberg (Rhld.) in der Städteregion Aachen und gehörte vorher zur Gemeinde Gressenich. Es liegt im Tal des Wehebaches am Nordrand des Naturpark Hohes Venn. Urkundlich erstmals 1525 erwähnt ist die Geschichte Schevenhüttes von der Eisenverarbeitung geprägt. Heute leben etwa 700 Einwohner im Dorf, zusammen mit dem kleinen Weiler Bend.

## Geografie

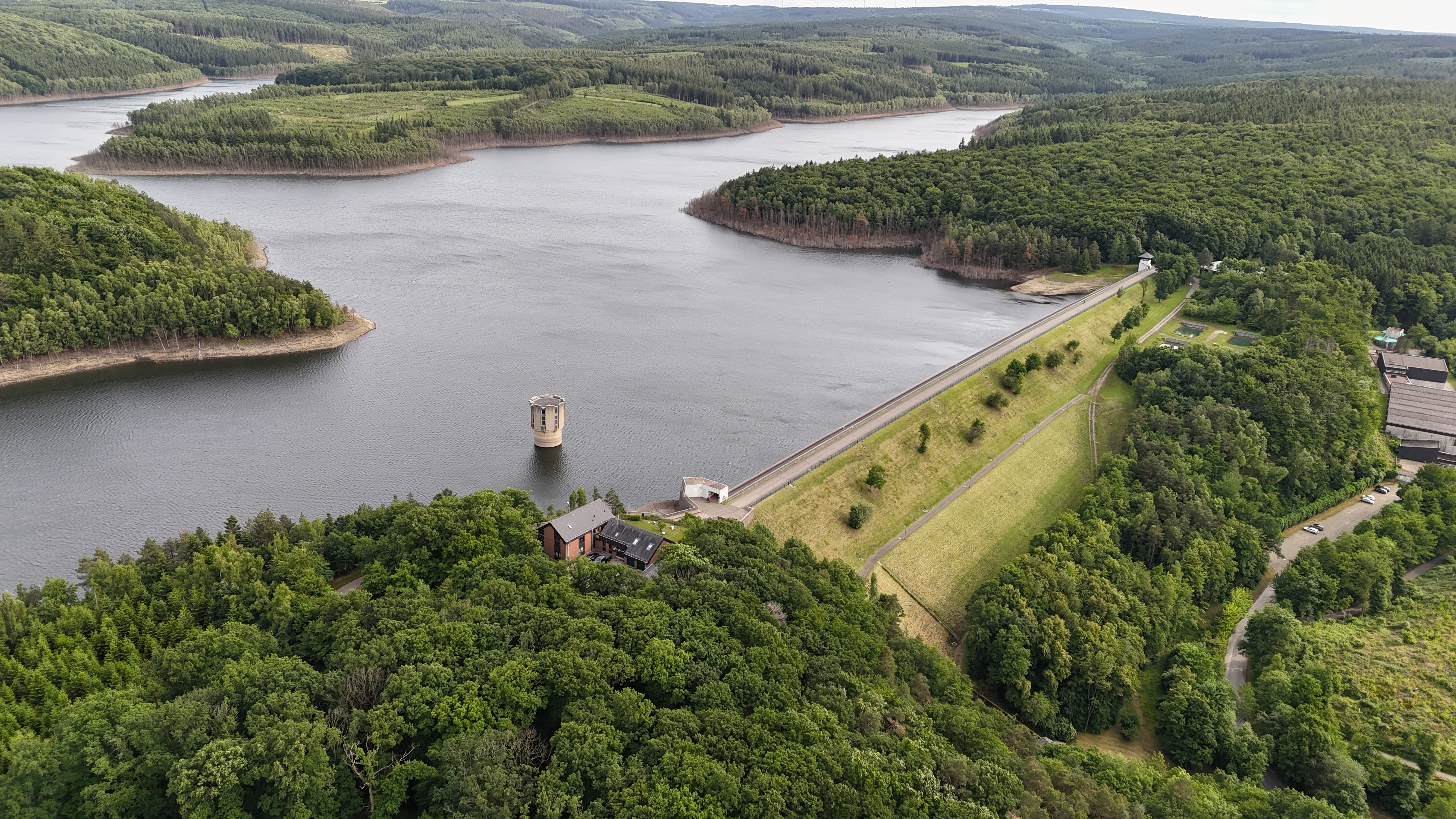
Blick auf die Wehebachtalsperre

Schevenhütte liegt im Übergangsgebiet von Vennvorland bzw. Eifelvorland und Rureifel. Es erstreckt sich in nordsüdlicher Ausrichtung im Tal des Wehebachs, der den Ort nach ihrem Austritt aus der nahegelegenen Wehebachtalsperre von Süden nach Norden durchfließt. Mit Ausnahme des Ortsausgangs im Westen in Richtung Gressenich ist der Ort ganz von Wald umgeben. Ein weiterer Nachbarort ist Hamich im Norden. Im Süden hat die Wehebachtalsperre die früher wirtschaftlich wichtige Verbindung in die Eifel gekappt (nächster Ort war Großhau in der Gemeinde Hürtgenwald). Im Osten erstreckt sich der Hürtgenwald. Der nächste Ort an der L 12 ist Gürzenich. Im Süden liegt der kleine Ortsteil Joaswerk, weiter südlich mitten im Wald die Häusergruppe Bend.

## Geschichte
Schevenhüttes Geschichte ist durch die Eisenverarbeitung in Eifel und Voreifel geprägt. Ihre Anfänge in Schevenhütte reichen weit zurück: Neben Ausgrabungen zweier Schutzanlagen aus der Eisenzeit und der karolingischen Zeit (8./10. Jahrhundert) wurden kurz vor Fertigstellung der Wehebachtalsperre mindestens sieben Schmelzöfen aus römischer Zeit im Tal der Wehe identifiziert. Römische Keramikreste sind kein Zeugnis für eine Besiedlung des Ortes, sondern können auch von Durchreisenden stammen. Einen Hinweis auf frühe Eisenherstellung bietet der benachbarte Rennweg (von Rennofen).

### Zeit der Reidmeister

#### Name des Ortes
Mit der Eisenverarbeitung hängt auch die Ersterwähnung des Ortes zusammen. Schevenhütte wird zum ersten Mal urkundlich als Name einer Eisenhütte in einem Schreiben vom 28. Oktober 1525 erwähnt, das zusammen mit den ersten Wehrmeisterei-Rechnungen erhalten ist und in dem der Jülicher Herzog Johann III von Kleve-Jülich-Berg seinen Amtmann in Düren, den Wehrmeister, auffordert, den Reidemeister Kerstgen Joaes („wonhafftich uff scheyver Hutte“) bei dem Gießen von Geschützkugeln durch die Bereitstellung u. a. von Holzkohle zu unterstützen. Die Jahre 1571 und 1596 sind als Erbauungsjahre von Häusern des Ortes bekannt. Auf den durch den Kartografen Matthäus Seutter erstellten Karten von 1744 heißt der Ort "Scheven". Im 17. Jh. abwechselnd „Hütten“ und „Scheivenhütte“, das in der Mitte des 18. Jh.s von der heutigen Form „Schevenhütte“ abgelöst wird.

#### Reidmeisterei

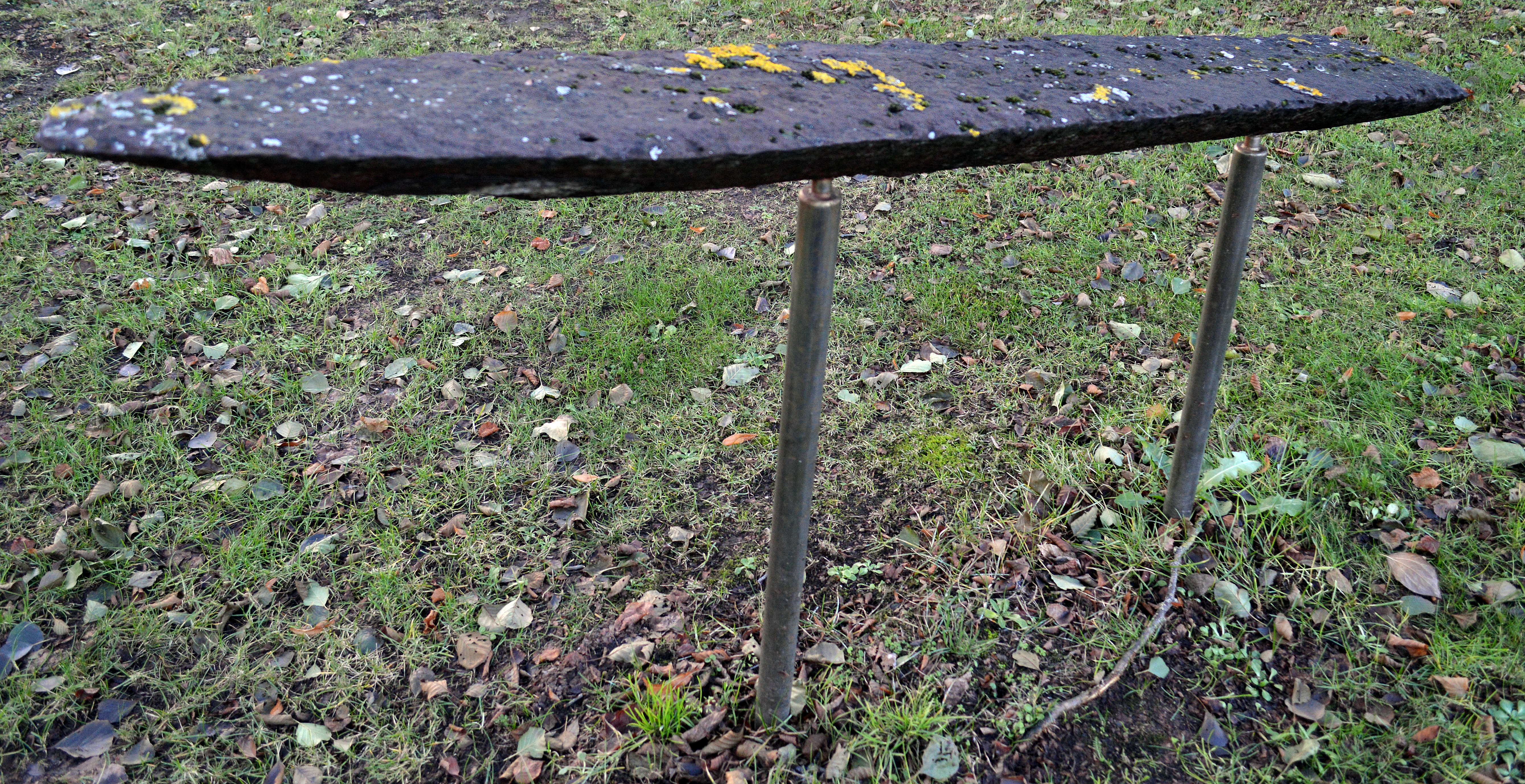
„Geuse“ – Zwischenproduktion der Eisenverarbeitung, aufgestellt in Schevenhütte

Die dauerhafte Besiedlung des Areals im Schevenhütte beginnt also gesichert im frühen 16. Jahrhundert. In den Anfangsjahren siedelten sich nur die Hüttenmitarbeiter dauerhaft an den Eisenwerken und Hütten an. Zu dieser Zeit gab es das südlich am Dorfeingang liegende "Joaswerk", das am nördlichen Dorfeingang liegende Hammerwerk und die namensgebende Hütte "Scheivenhütt".
Als der Auftrag des Herzogs erteilt wurde, betrieben die Eifeler Reidemeister schon fast zwei Jahrhunderte Eisengewinnung mittels Hochöfen und Reitwerken, denn in Schevenhütte waren die Voraussetzungen für Eisenerzeugung dafür gut. Doch der Raubbau an den Wäldern mit der daraus resultierender Verknappung des Energieträgers Holzkohle und erhöhte Transportkosten, die Übernahme des Rheinlandes durch Preußen 1815 mit dem dadurch bedingten Verlust von Absatzmärkten und nicht zuletzt der Einsatz von Koks statt Holzkohle als Reduktionsmittel führten im 19. Jh. auch in Schevenhütte zum Niedergang der Reitwerke. Von der Eisenverarbeitung künden heute noch Straßennamen wie „Im Hammer“, „Joaswerk“ oder „Hüttensiefen“, ehemalige Betriebe die zu den zahlreichen historischen Wassermühlen am Wehebach gehörten.

### Im Zweiten Weltkrieg

Während der Kämpfe um Schevenhütte getöteter US-Soldat

Nach der Eröffnung der Westfront durch die (West-)Alliierten und dem schnellen Vormarsch ebendieser standen amerikanische Truppen im Spätsommer/Herbst 1944 erstmals vor der deutschen Grenze. Entlang der deutschen Verteidigungslinie des Westwalls bezogen diese Stellung. Am 12. September 1944 eröffnete der schnelle Vorstoß der 1. US Army den sogenannten „Stolberg-Korridor“. Dabei fiel Schevenhütte in den amerikanische Besatzung und blieb bis zum Ende der Kämpfe im Raum Aachen Frontdorf. Schevenhütte blieb damit bis November 1944 der östlichste Punkt der Amerikanischen Stellungen. Die deutschen Bemühungen den Bereich der Wehe zurückzuerobern scheiterten wiederholt.

### Zugehörigkeiten
Bis 1794 gehörte Schevenhütte zum Jülicher Amt Wehrmeisterei, danach mit Elle, Rott und Gracht zur Mairie Heistern im Kanton Eschweiler im Département de la Roer.
Im Jahr 1815 kam Schevenhütte mit den Rheinlanden zu Preußen und wurde der Gemeinde Gressenich zugeschlagen, bei der es blieb, bis es zusammen mit diesem 1972 nach Stolberg eingemeindet wurde. Nur 1845 bis 1850 bildete Schevenhütte mit Vicht eine Spezialgemeinde. Von 1816 bis 2009 gehörte der Ort zum Kreis Aachen, seitdem zur Städteregion Aachen; mit dem Regierungsbezirk Aachen gelangte er 1972 zum Regierungsbezirk Köln.
Die Einwohnerzahl stieg von 380 im Jahr 1882 auf 795 im Jahr 1991 und auf 788 im Jahr 2006.
Erste Postleitzahl war 5181 Schevenhütte (über Eschweiler), nach der Eingemeindung 5190, seit 1993 52224 Stolberg(-Schevenhütte); eine Karte hierzu siehe hier.

## Wirtschaft und Infrastruktur

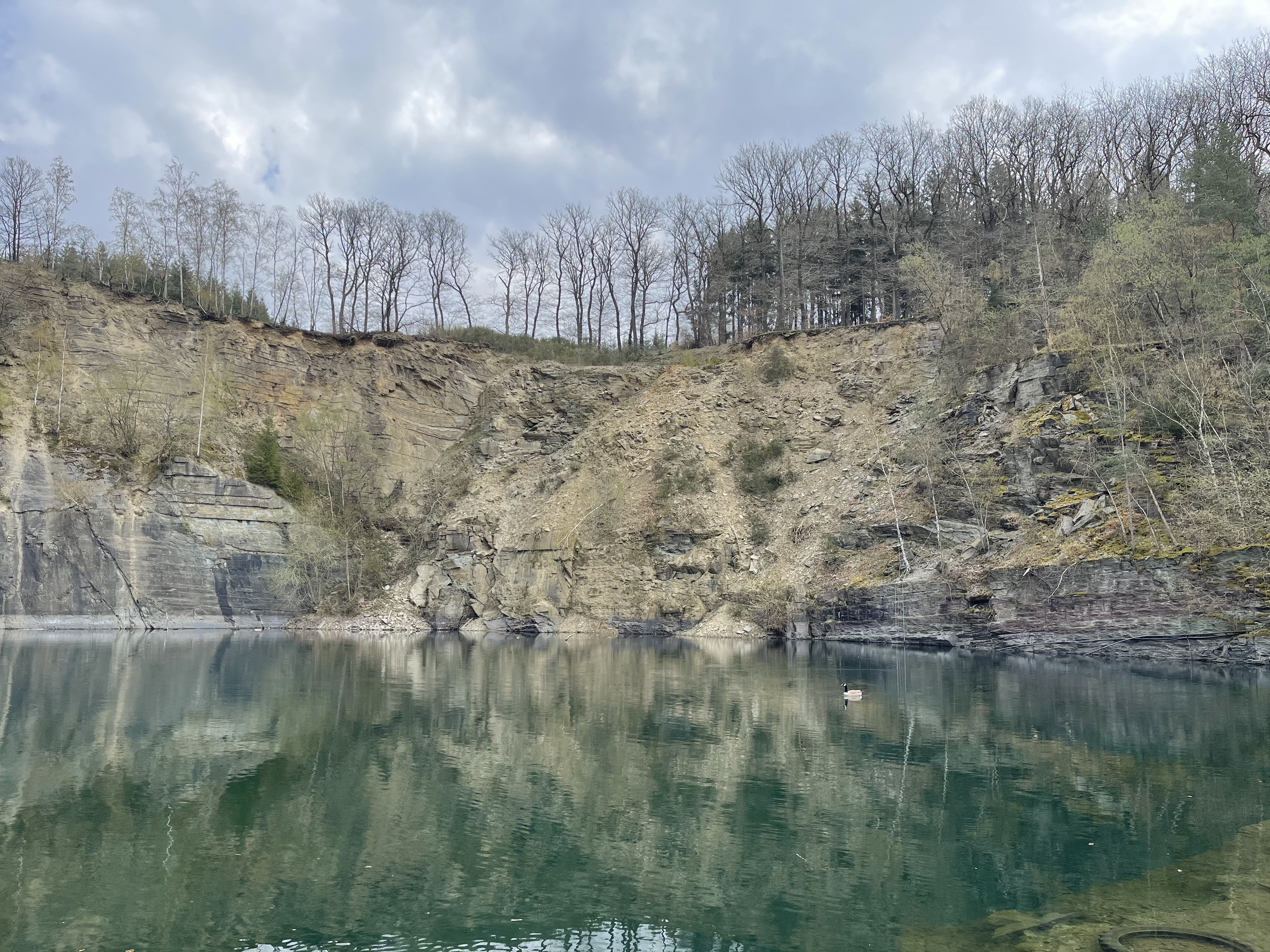
Steinbruch Schevenhütte

Sägewerke und Schiefergewinnung konnten in der Mitte des 19. Jh.s den Niedergang der Eisenindustrie auffangen. Schon früh machten ein Freibad (mittlerweile stillgelegt), eine Minigolfanlage (stillgelegt), Tischtennisplatten, Rundwanderwege, ein Kahnweiher (aus einem Mühlenteich entstanden) und ein Reitzentrum Schevenhütte zum Ausflugs- oder gar Ferienort. Noch heute lebt der Ort vorwiegend von Gastronomie und Fremdenverkehr. Ebenfalls ein bedeutender Wirtschaftsfaktor Schevenhütte war der Steinbruch Schevenhütte, in dem seit dem Mittelalter bis in das Jahr 2008 einzigartiger Schevenhüttener Naturstein gebrochen wurde.
Heute liegen an der Langerweher Straße mehrere Betriebe, darunter auf der Ostseite die Gebr. Wolff GmbH & Co. KG, ein Familienunternehmen mit Spezialisierung auf Stahl und Maschinenbauarbeiten und der Stolberger Standort der Hildebrandt Group, einem großen Kabeltrommelproduzenten, nebeneinander. Auf der Westseite befindet sich seit den 1990er Jahren der Hauptsitz von Maschinenbau Ortmanns, welcher dort vor allem für die Teilefertigung aktiv ist und die Tischlerei Horst Lothmann. Am Ortsausgang Richtung Langerwehe liegt die Spinnerei Thelen mit mehr als 40 Mitarbeitern, welche Garne für die Teppichproduktion der Anker Gebr. Schoeller GmbH + Co. KG herstellt und das Trainingsgelände der Hundeschule Michael Wipping. Am südlichen Dorfeingang aus Richtung der Talsperre kommend liegen Fischteiche der Mohnen GmbH, welche ihre dort gezüchteten Regenbogenforellen aus dem FFH-Gebiet „Oberes Wehebachtal“ in der Verkaufsstelle in Gressenich anbieten.
An der Daensstraße befindet sich die Gaststätte Stübchen am Daens, welche 2018 aus der Schlemmerbud hervorging, in der Dorfmitte, an der Nideggener Straße, das Restaurant Casino und das Cafe/Bistro Wehebacher Hof. Seit dem August 2020 ist der hintere Teil des Wehebacher Hofs eine Außenstelle des Standesamtes der Kupferstadt Stolberg.

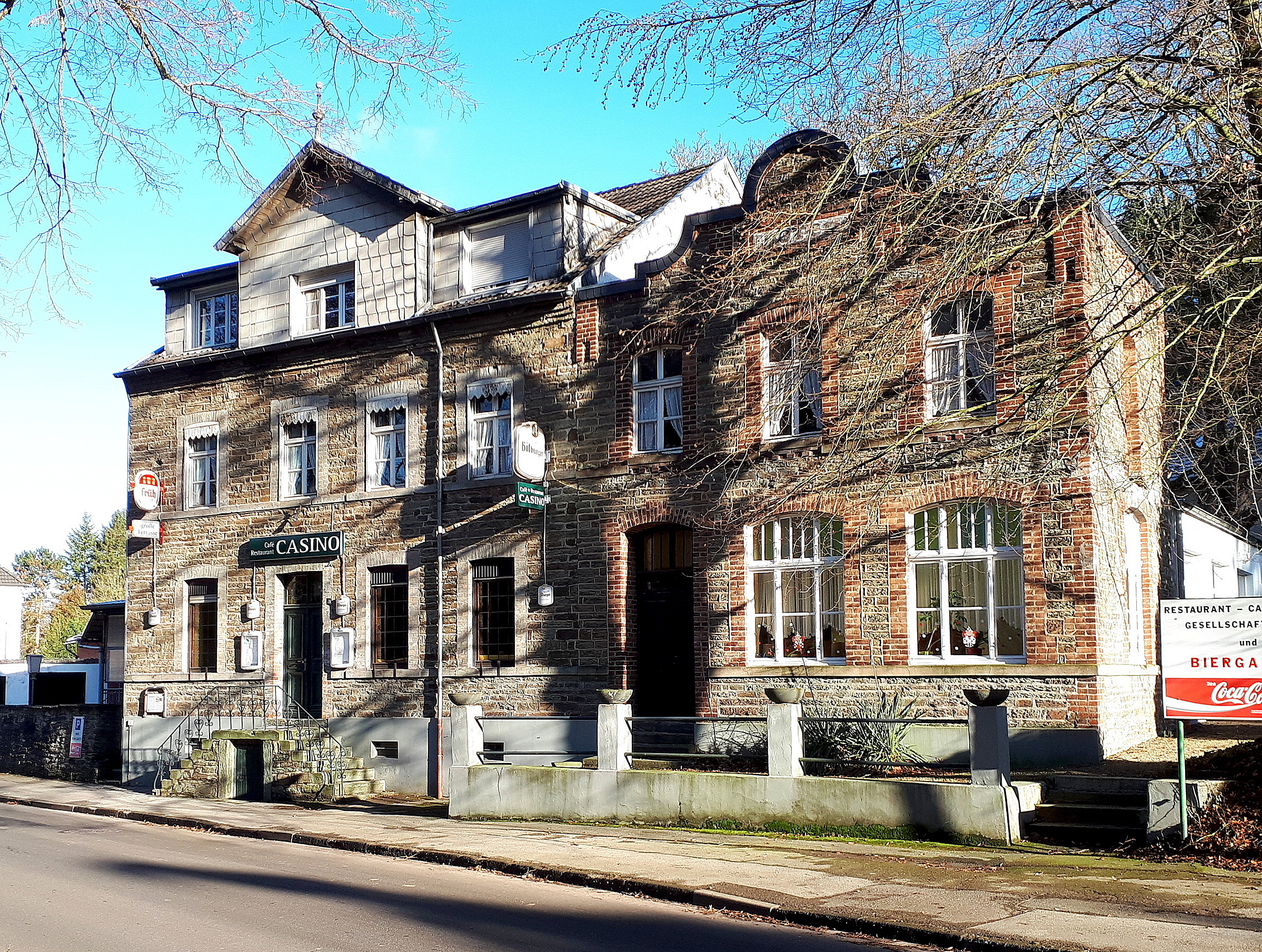
Casino
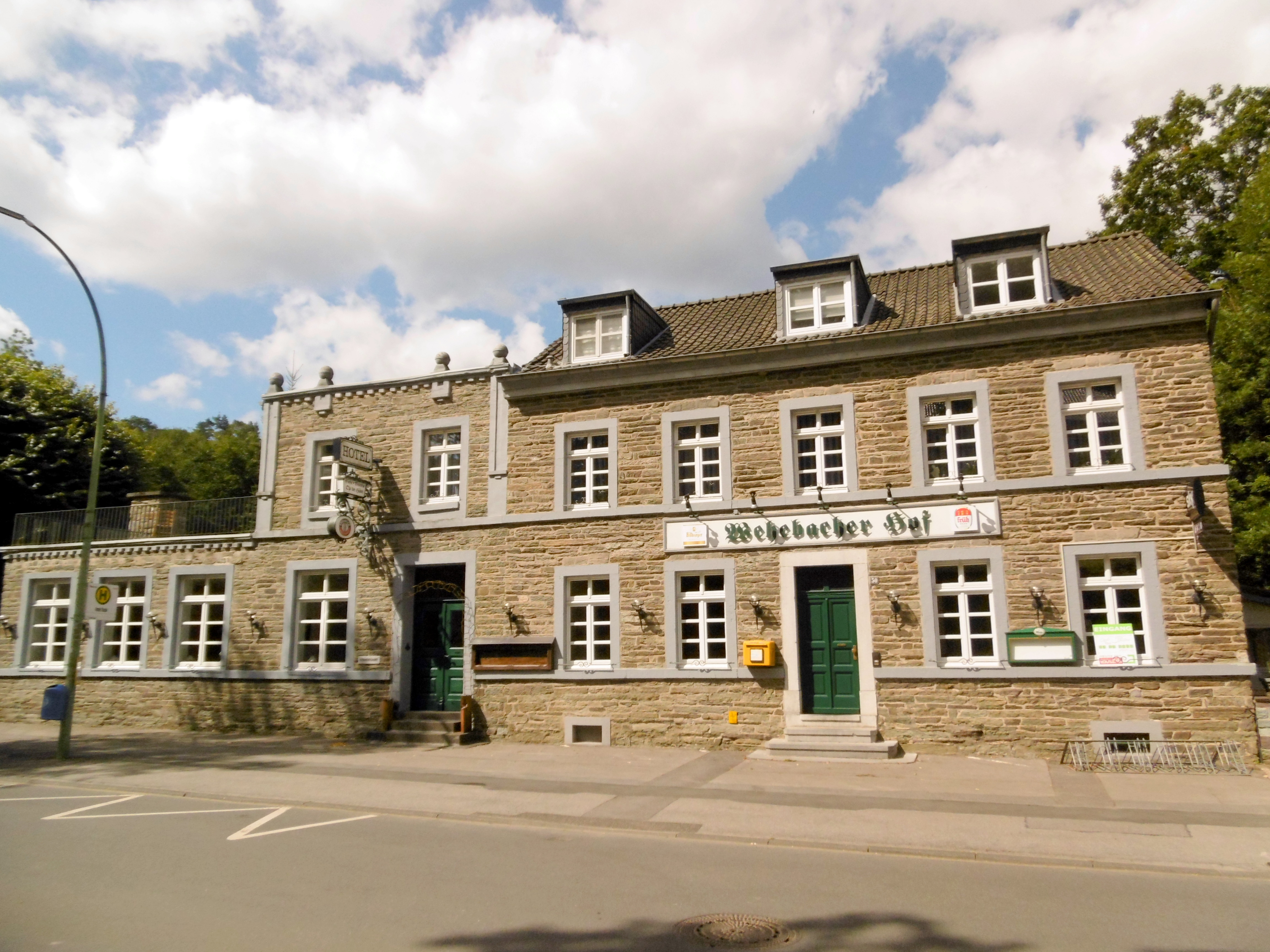
Cafe Bistro Wehebacher Hof
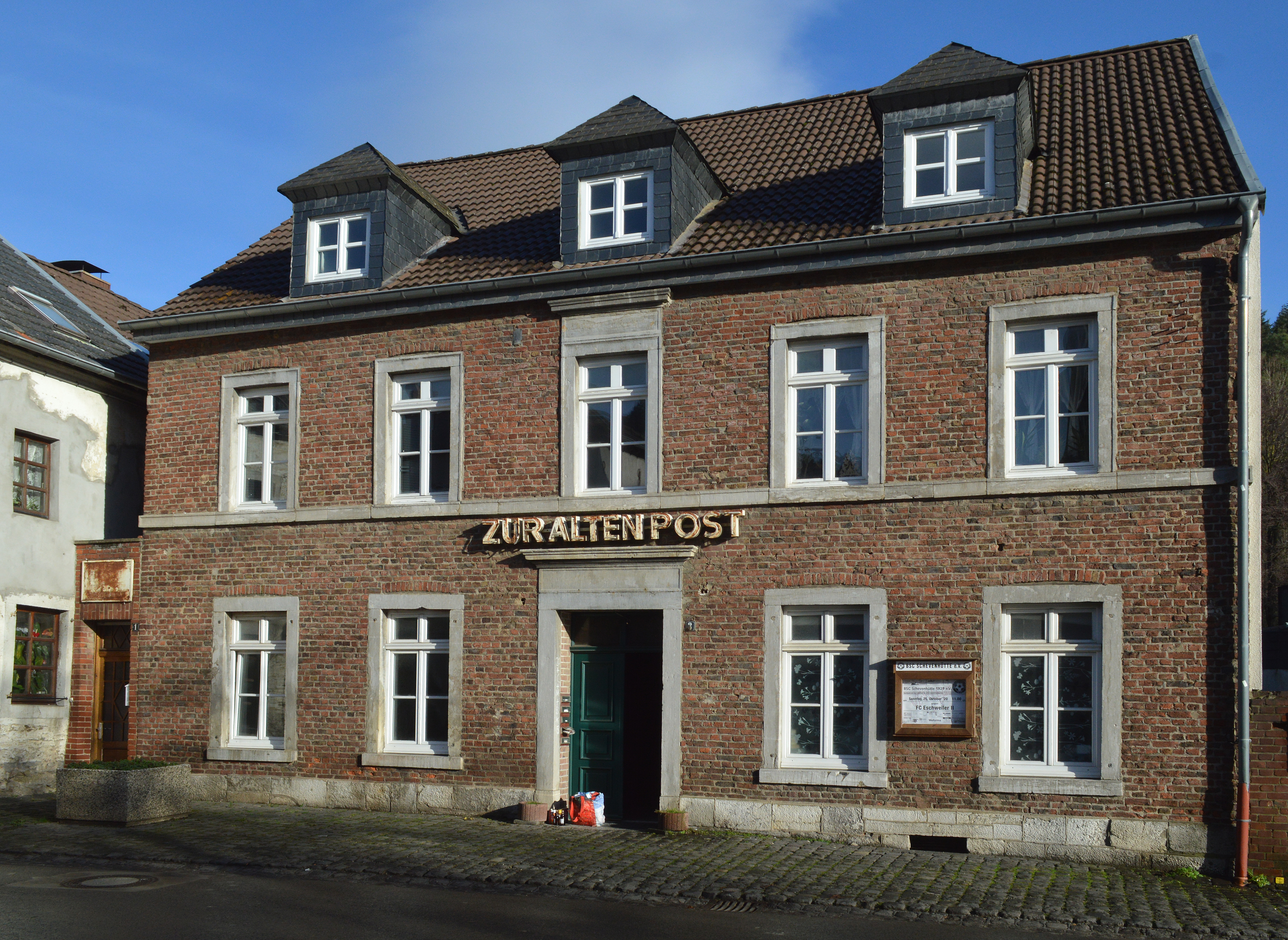
Gasthof „Zur alten Post“

## Wahlen
Bei Wahlen bildet Schevenhütte zusammen mit dem Weiler Bend den „Stimmbezirk Schevenhütte“ der Kupferstadt Stolberg (Rhld.). Die Straßen in diesem Bezirk sind: Am Wittberg, Bend, Daenstraße, Hardthover Weg, Hohlstraße, Im Hammer, Joaswerk, Lamersiefen, Langerweher Straße, Nideggener Straße, Schevenhütte Mühle und Zum Backofen.
Unten aufgelistet sind die letzten Wahlergebnisse. Es sind nicht alle Parteien, die zur Wahl standen aufgelistet, sondern nur solche mit mindestens einer Stimme im Stimmbezirk.

### Kommunalwahlen

#### Bürgermeisterwahlen
| Datum      | Wahlberechtigte | Wahlbeteiligung [%] | Stimmen      | Stimmen    | Ergebnisse | Ergebnisse | Ergebnisse | Ergebnisse | Ergebnisse | Ergebnisse | Ergebnisse | Ergebnisse | Ergebnisse | Ergebnisse | Ergebnisse | Ergebnisse | Ergebnisse | Ergebnisse | Ergebnisse | Ergebnisse | Ergebnisse | Ergebnisse | Ergebnisse     | Ergebnisse     |
| Datum      | Wahlberechtigte |                     | ungültig [%] | gültig [%] | CDU        | CDU        | SPD        | SPD        | FDP        | FDP        | UWG        | UWG        | NPD        | NPD        | ABS        | ABS        | REP        | REP        | Die Linke  | Die Linke  | NPD        | NPD        | Einzelbewerber | Einzelbewerber |
| Datum      | Wahlberechtigte | #                   | ungültig [%] | gültig [%] | %          | #          | %          | #          | %          | #          | %          | #          | %          | #          | %          | #          | %          | #          | %          | #          | %          | #          | %              |                |
| ---------- | --------------- | ------------------- | ------------ | ---------- | ---------- | ---------- | ---------- | ---------- | ---------- | ---------- | ---------- | ---------- | ---------- | ---------- | ---------- | ---------- | ---------- | ---------- | ---------- | ---------- | ---------- | ---------- | -------------- | -------------- |
| 30.08.2009 | 601             |                     | 1,04         | 98,96      | 216        | 32,34      | 360        | 53,89      | 55         | 8,23       | 14         | 2,10       | 7          | 1,05       | 3          | 0,45       | 1          | 0,15       | 12         | 1,80       | -          | -          | -              | -              |
| 25.05.2014 | 606             |                     | 1,15         | 98,85      | 327        | 47,46      | 246        | 35,70      | -          | -          | 25         | 3,63       | 4          | 0,58       | -          | -          | 2          | 0,29       | 18         | 2,61       | 4          | 0,58       | 67             | 9,72           |
| 26.05.2019 | 590             | 49,15               | 1,72         | 98,28      | 157        | 55,09      | 101        | 35,44      | 27         | 9,47       | -          | -          | -          | -          | -          | -          | -          | -          | -          | -          | -          | -          | -              | -              |
| 16.06.2019 | 585             | 33,33               | 0,51         | 99,49      | 102        | 52,58      | 92         | 47,42      | -          | -          | -          | -          | -          | -          | -          | -          | -          | -          | -          | -          | -          | -          | -              | -              |

Die Wahl am 16. Juli 2019 war eine Stichwahl zwischen Andreas Dovern (CDU) und Patrick Haas (SPD). Haas gewinnt diese Wahl.

#### Ratswahlen
| Datum      | Wahlberechtigte | Stimmen      | Stimmen    | Ergebnisse | Ergebnisse | Ergebnisse | Ergebnisse | Ergebnisse | Ergebnisse | Ergebnisse | Ergebnisse | Ergebnisse | Ergebnisse | Ergebnisse | Ergebnisse | Ergebnisse | Ergebnisse | Ergebnisse | Ergebnisse | Ergebnisse | Ergebnisse | Ergebnisse | Ergebnisse | Ergebnisse | Ergebnisse |
| Datum      | Wahlberechtigte | ungültig [%] | gültig [%] | CDU        | CDU        | SPD        | SPD        | FDP        | FDP        | UWG        | UWG        | NPD        | NPD        | ABS        | ABS        | REP        | REP        | Die Linke  | Die Linke  | Grüne      | Grüne      | Piraten    | Piraten    | AfD        | AfD        |
| Datum      | Wahlberechtigte | ungültig [%] | gültig [%] | #          | %          | #          | %          | #          | %          | #          | %          | #          | %          | #          | %          | #          | %          | #          | %          | #          | %          | #          | %          | #          | %          |
| ---------- | --------------- | ------------ | ---------- | ---------- | ---------- | ---------- | ---------- | ---------- | ---------- | ---------- | ---------- | ---------- | ---------- | ---------- | ---------- | ---------- | ---------- | ---------- | ---------- | ---------- | ---------- | ---------- | ---------- | ---------- | ---------- |
| 30.08.2009 | 601             | 1,78         | 98,22      | 256        | 38,55      | 258        | 38,86      | 54         | 8,13       | 21         | 3,16       | 6          | 0,90       | 2          | 0,30       | -          | -          | 20         | 3,01       | 47         | 7,08       |            |            |            |            |
| 25.05.2014 | 606             | 3,44         | 96,56      | 326        | 48,44      | 213        | 31,65      | 21         | 3,12       | 28         | 4,16       | 6          | 0,89       | -          | -          | 5          | 0,74       | 12         | 1,78       | 47         | 6,98       | 15         | 2,23       |            |            |
| 13.09.2020 | 590             | 0,52         | 99,48      | 378        | 49,80      | 209        | 27,54      | 26         | 3,43       | 13         | 1,71       | -          | -          | -          | -          | -          | -          | 14         | 1,84       | 66         | 8,70       | 8          | 1,05       | 45         | 5,93       |

Anmerkungen:
- ABS: Alternative Bürgerliste Stolberg e. V.
- Einzelbewerber: Alex Kaldenbach, nur für die Bürgermeisterwahl 2014 angetreten
- UWG: Unabhängige Wählergemeinschaft Stolberg e. V.

#### Städteregionstagswahlen
| Datum      | Wahlberechtigte | Stimmen      | Stimmen    | Ergebnisse | Ergebnisse | Ergebnisse | Ergebnisse | Ergebnisse | Ergebnisse | Ergebnisse | Ergebnisse | Ergebnisse | Ergebnisse | Ergebnisse | Ergebnisse | Ergebnisse | Ergebnisse | Ergebnisse | Ergebnisse | Ergebnisse | Ergebnisse | Ergebnisse | Ergebnisse | Ergebnisse | Ergebnisse | Ergebnisse | Ergebnisse |
| Datum      | Wahlberechtigte | ungültig [%] | gültig [%] | CDU        | CDU        | SPD        | SPD        | Grüne      | Grüne      | FDP        | FDP        | UWG        | UWG        | REP        | REP        | Die Linke  | Die Linke  | Piraten    | Piraten    | UFW        | UFW        | AfD        | AfD        | ÖDP        | ÖDP        | Die PARTEI | Die PARTEI |
| Datum      | Wahlberechtigte | ungültig [%] | gültig [%] | #          | %          | #          | %          | #          | %          | #          | %          | #          | %          | #          | %          | #          | %          | #          | %          | #          | %          | #          | %          | #          | %          | #          | %          |
| ---------- | --------------- | ------------ | ---------- | ---------- | ---------- | ---------- | ---------- | ---------- | ---------- | ---------- | ---------- | ---------- | ---------- | ---------- | ---------- | ---------- | ---------- | ---------- | ---------- | ---------- | ---------- | ---------- | ---------- | ---------- | ---------- | ---------- | ---------- |
| 30.08.2009 | 601             | 1,04         | 98,96      | 264        | 39,52      | 248        | 37,13      | 48         | 7,19       | 65         | 9,73       | 21         | 3,14       | 6          | 0,90       | 16         | 2,40       | -          | -          | -          | -          | -          | -          | -          | -          | -          | -          |
| 25.05.2014 | 606             | 0,57         | 99,43      | 333        | 48,05      | 216        | 31,17      | 56         | 8,08       | 30         | 4,33       | 9          | 1,30       | 9          | 1,30       | 15         | 2,16       | 15         | 2,16       | -          | -          | -          | -          | -          | -          | -          | -          |
| 13.09.2020 | 591             | 0,52         | 99,48      | 336        | 44,33      | 216        | 28,50      | 75         | 9,89       | 25         | 3,30       | -          | -          | -          | -          | 12         | 1,58       | 10         | 1,32       | 9          | 1,19       | 38         | 5,01       | 32         | 4,22       | 5          | 0,66       |

Anmerkungen:
- UWG: UWG Regionalverband Aachen e. V. – Freie Wähler

## Soziales
In Schevenhütte befindet sich ferner eine städtische Tageseinrichtung für Kinder.
Im Jahr 2016 hatte Schevenhütte 676 Einwohner, davon 41 (6,1 %) Ausländer und damit 43 weniger als 2006. Innerhalb der Bevölkerung waren 138 (20,41 %) unter 25, 156 (23,08 %) über 65
| Altersgruppe | Anzahl |
| ------------ | ------ |
| 0–5          | 25     |
| 6 –10        | 23     |
| 11–15        | 33     |
| 16–20        | 27     |
| 21–25        | 30     |
| 26–35        | 55     |
| 36–45        | 75     |
| 46–55        | 144    |
| 56–65        | 108    |
| 66–75        | 81     |
| über 75      | 75     |

## Religion
Die kleine Eisenhüttenstätte Schevenhütte war erst ab dem 6. Dezember 1699 eine eigenständige Pfarre. Erster Pfarrer Schevenhüttes wurde Johann Peter Schmitz. Die ersten Bewohner gehörten allerdings noch zur katholischen Pfarrgemeinde Lendersdorf im Kreis Düren, waren aber de facto Teil der Gressenicher Gemeinde (Lendersdorf liegt etwa 13,4 km von Schevenhütte entfernt; Gressenich nur 2,5).
Von 1664 bis 1666 ließ der Wehrmeister Theodor Leers eine Kapelle errichten, die der Allerheiligsten Dreifaltigkeit geweiht wurde. Der Kapellenbau war im romantischen Stil einschiffig aus dem örtlichen „Schevenhütter Schiefer“ gebaut worden. Insgesamt war der Bau 19 m lang und 7,5 m breit, als Raum für Kirchgänger blieb allerdings nur eine Fläche von 62,5 m². Der Turm war recht neben dem Eingang direkt in den Innenraum der Kapelle eingelassen. Nach der Erhebung zur Pfarre wurde das Areal mitsamt der nördlich liegenden Pfarrwohnung eingemauert und als Kirchhof genutzt.
In den Jahren 1888/1889 wurde aus Schevenhütter Tonschiefer die heutige dreischiffige, neugotische Pfarrkirche St. Josef errichtet. Sehenswert ist auch die aus dem Vorgängerbau übernommene Orgel von 1853 aus der Werkstatt der Geschwister Kalscheuer aus Nörvenich.
Für kleinere Andachten und als Behelfsraum in Zeiten, als die alte Pfarrkirche sich als zu klein erwies, wurde von dem Schevenhüttener Pfarrer Theodor Joseph Siegeler (1798–1882) im Jahr 1853 sowohl die heute unter Denkmalschutz stehende Donatuskapelle im Weiler „Bend“ als auch die Marienkapelle am westlichen Ortsrand erbaut.
Die Pfarrgemeinde Sankt Josef – Schevenhütte ist als Pfarre Teil des Bistums Aachen in der Kirchenprovinz Köln. Seit dem 1. Januar 2010 ist sie zusammen mit acht anderen Gemeinden Teil des Kirchengemeindeverbands (KGV) und der Gemeinschaft der Gemeinden (GdG) Stolberg-Süd.

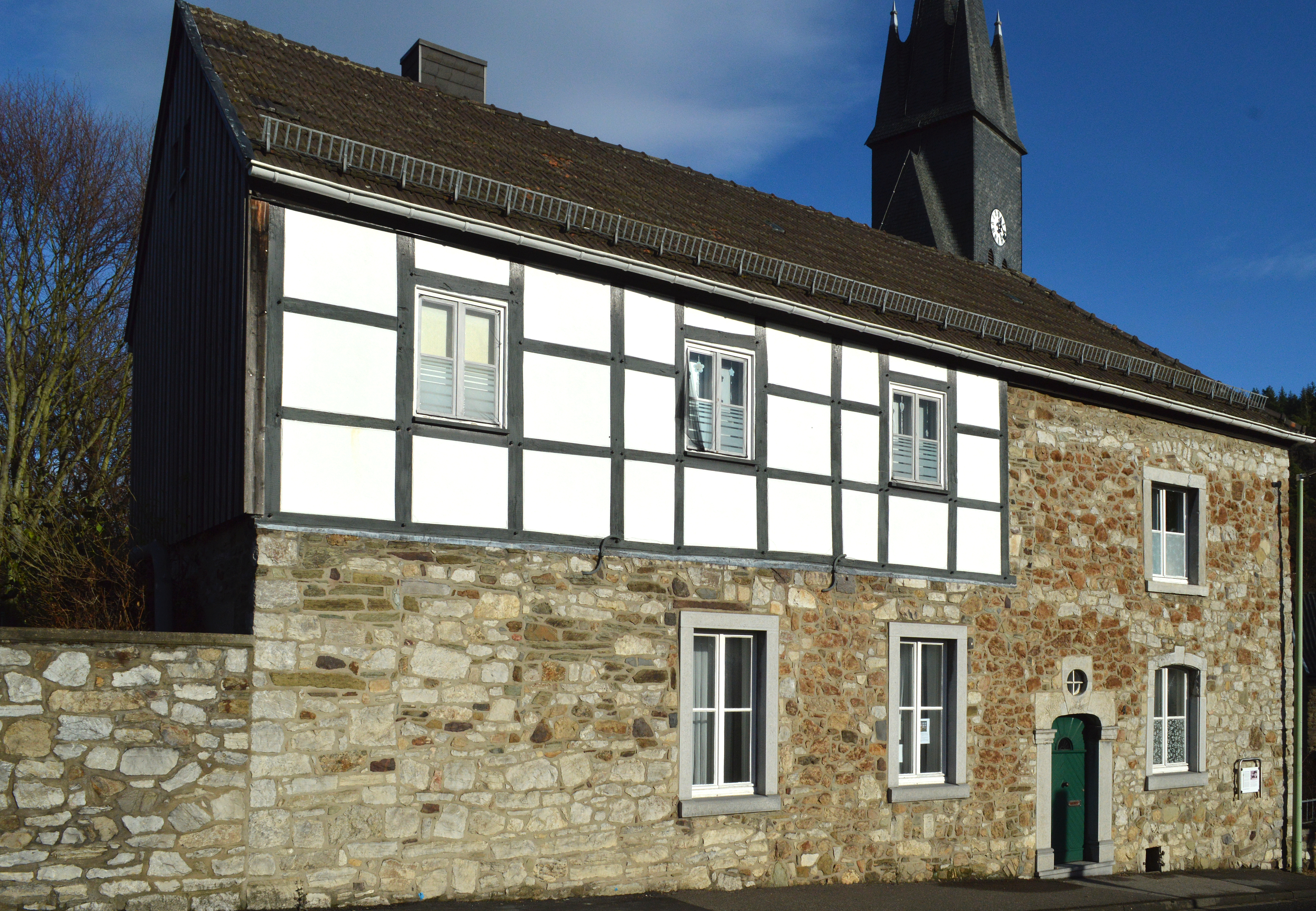
Pfarrhaus Schevenhütte
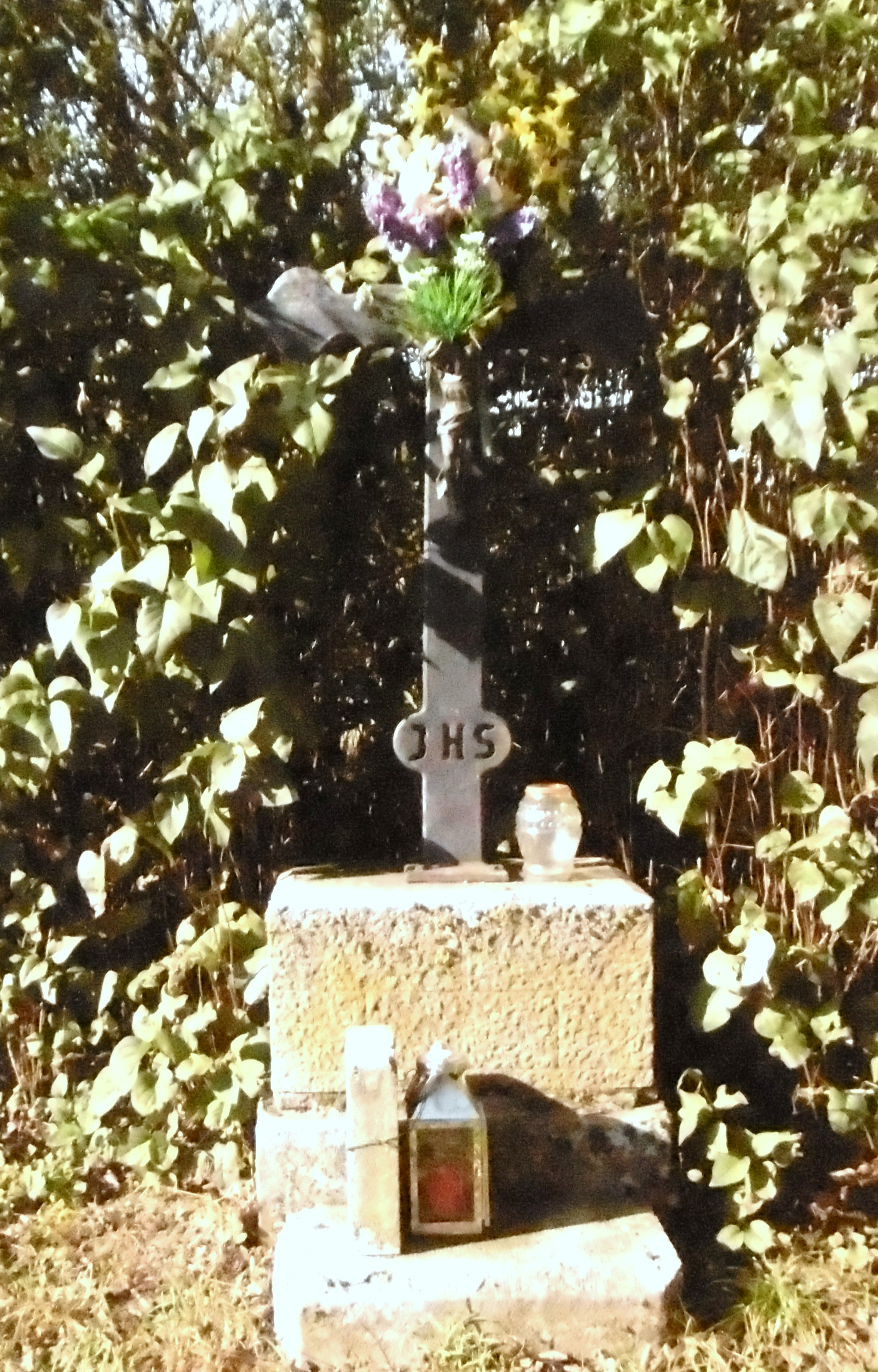
Wegekreuz „Schmetzkrüzzje“ zwischen Gressenich und Schevenhütte
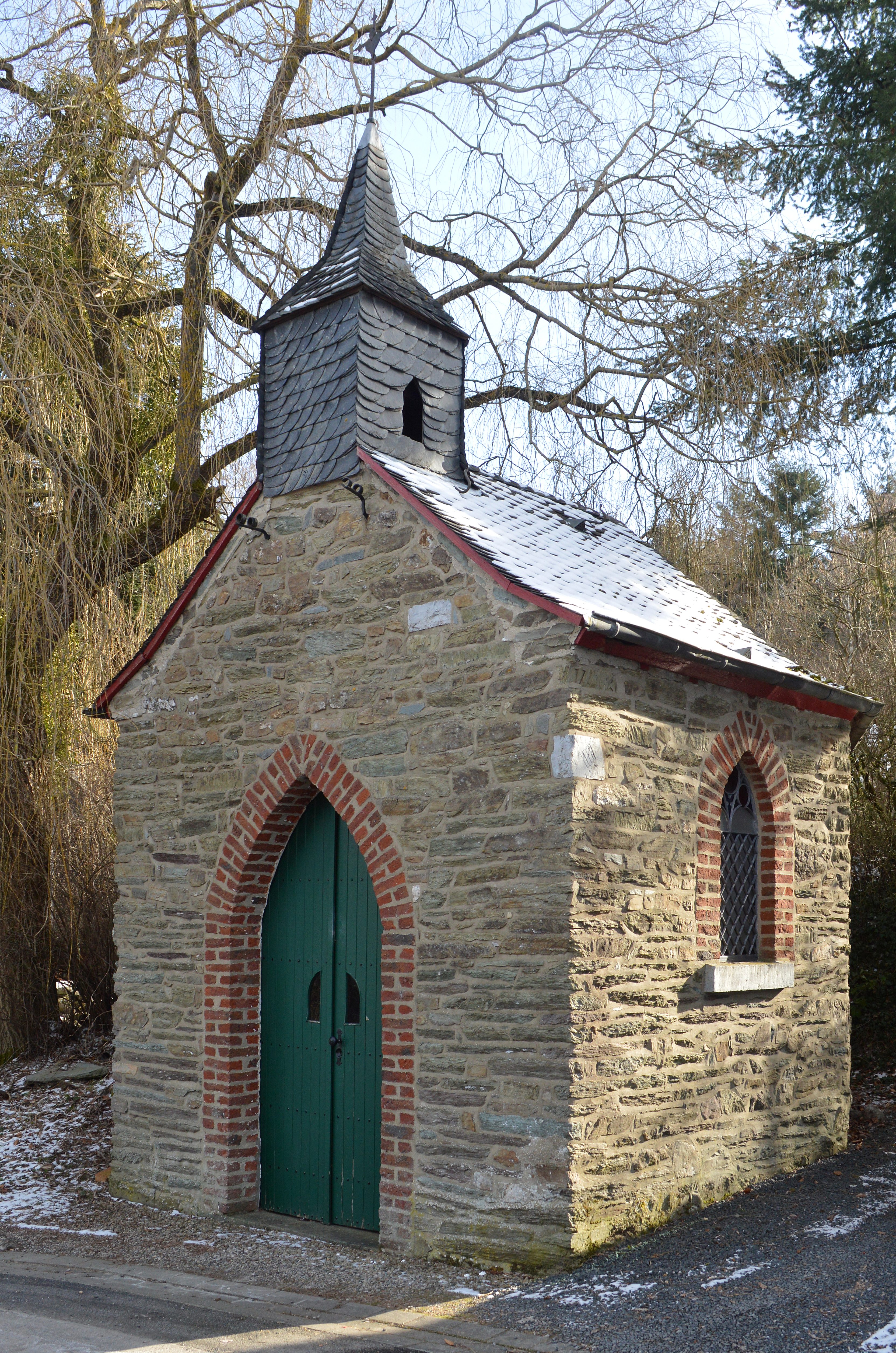
Donatuskapelle
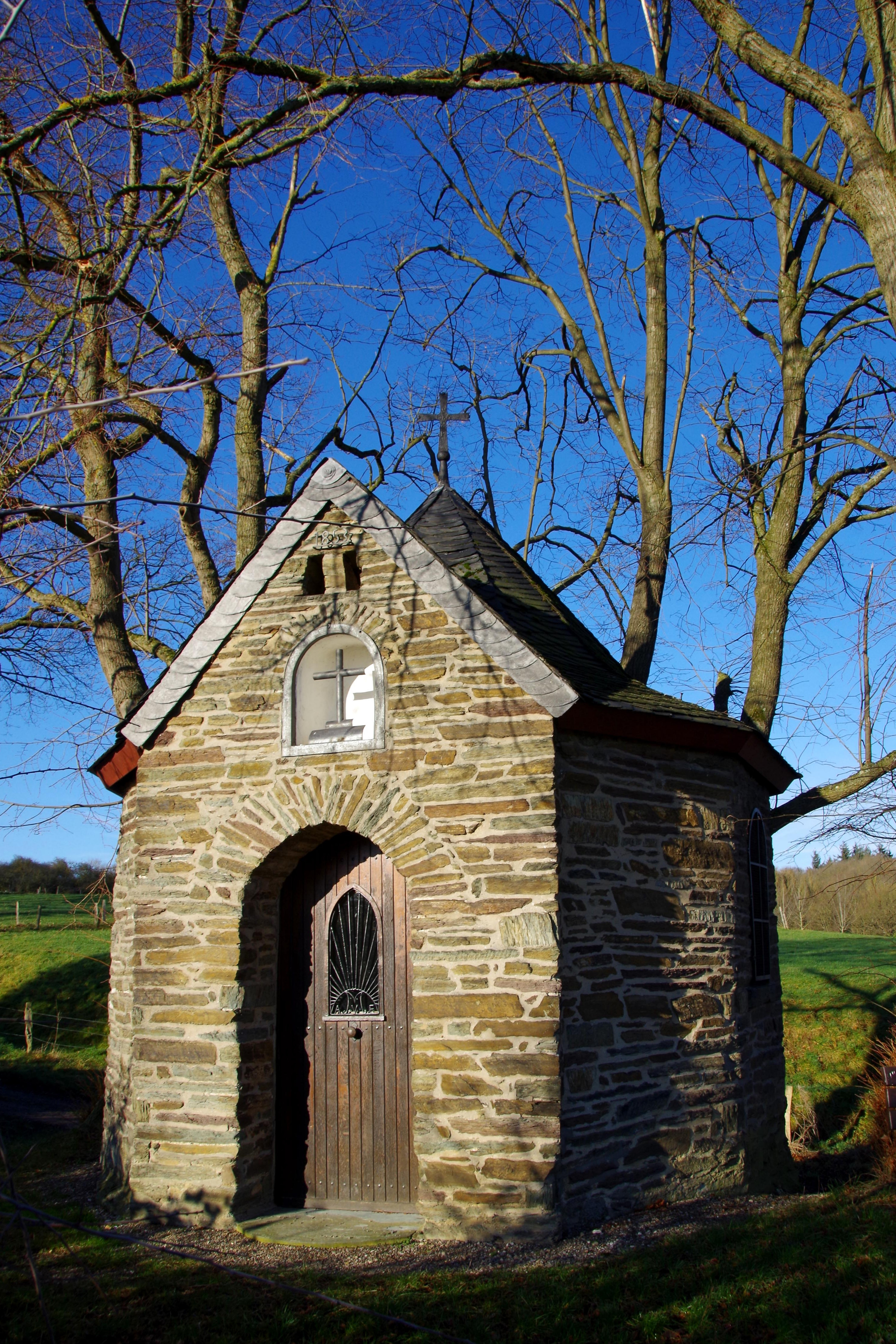
Marienkapelle

## Verkehr
Schevenhütte liegt an der Landesstraße 12, die von Kornelimünster über Gressenich nach Niederzier führt. Die Bundesautobahn 44 ist über Aachen-Brand und Alsdorf-Hoengen erreichbar. Die Bundesautobahn 4 ist über Eschweiler-Ost bzw. Weisweiler erreichbar.
Schevenhütte wird von den AVV-Buslinien 1 und 261 bedient, letztere teilweise als Rufbus. Die AVV-Linie 42 verkehrt nur einmal täglich.
| Linie      | Betreiber | Verlauf |
| ---------- | --------- | --- |
| 1          | ASEAG     | Uniklinik – Westbahnhof – Ponttor – Aachen Bushof – Ludwig Forum – Talbot – Haaren – Verlautenheide – Atsch – Stolberg Mühlener Bf – Stolberg Altstadt – Binsfeldhammer – Bernardshammer – Vicht – Fleuth – Mausbach – Diepenlinchen – Werth – Gressenich – Schevenhütte                   |
| 42         | ASEAG     | (Schevenhütte →) Gressenich Kapelle – Krewinkel – Mausbach – Fleuth – / (Zweifall – Münsterau –) Vicht – Breinigerberg – Breinig – Dorff – Büsbach – Liester – Münsterbusch – Zinkhütter Hof – Stolberg Mühlener Bf – (Velau – Stolberg Hbf) / (Birkengang – Stolberg Hans-Böckler-Straße) |
| 261        | Rurtalbus | Langerwehe Bf – Langerwehe Rathaus – Schönthal – Wenau – Heistern – Hamich – Gressenich – Schevenhütte |
| RufBus 261 | Rurtalbus | Rufbus: Schevenhütte – Gressenich – Hamich – Heistern – Wenau – Schönthal – Langerwehe Rathaus – Langerwehe Bf (Mo–Fr tagsüber) |

Die nächstgelegenen beiden Bahnhöfe sind Langerwehe und Eschweiler-Nothberg.

## Vereine

### BSC Schevenhütte 1929 e. V.
Der BSC (Ballspielclub) wurde 1929 gegründet und ist der Fußballverein von Schevenhütte. Seine Vereinsfarben sind schwarz-weiß und das Maskottchen ist ein „Keiler“ (männliches Wildschwein).

### Heimat- und Bürgerverein e.V.
Der Heimat- und Bürgerverein e. V. (HBV) wurde 1952 als Heimat- und Verkehrsverein gegründet und 2010 mit der BIS (Bürgerinitiative Schevenhütte) zusammengefasst und in Heimat- und Bürgerverein e. V. (HBV) umbenannt worden.

### DPSG Pfadfinder – Stamm Wehebachthaler e.V.
Die Pfadfinder vom Stamm Wehebachthaler sind seit 1992 durchgängig aktiv. Die Mitgliederzahlen halten sich relativ konstant zwischen 20 und 30 Mitgliedern. Als Teil der Deutschen Pfadfinderschaft Sankt Georg (DPSG) gehören die Wehebachthaler zum Diozösanverband Aachen und sind in diesem Teil des Bezirks Aachen-Land. Regelmäßig jährlich werden Lagerfeuerabende und Weihnachtsbaumverkäufe organisiert.

### Maigesellschaft Schevenhütte 1979
Die Maigesellschaft in ihrer jetzigen Form wurde 1979 gegründet, um das Maibrauchtum in Schevenhütte neu zu beleben. Zwischen 1981 und 2016 richtete die Gesellschaft die jährlichen Maibälle aus.

### Angelsportverein Wehebachtal Schevenhütte
Der ASV Wehebachtal Schevenhütte ist der Angelverein an der Wehebachtalsperre.

## Sehenswürdigkeiten
Schevenhüttes Attraktion ist die Wehebachtalsperre südlich des Ortes. Bei ihr liegt eine eisenzeitliche Fliehburg. In Schevenhütte sind etliche alte Häuser aus dem örtlichen Schiefer erhalten. Wehebachabwärts liegt kurz vor der Stadtgrenze die alte Bleimühle.